# Acidente ferroviário de Pukhrayan em 2016
O acidente ferroviário de Pukhrayan de 2016 foi um descarrilamento de comboio ocorrido em 20 de novembro de 2016 com Indore - Rajendra Nagar Express 19321, que viajava de Indore para Patna. O descarrilamento ocorreu próximo a cidade de Pukhrayan, Uttar Pradesh, Índia. É o acidente de trem mais mortal a ocorrer na Índia desde 1999, quando o desastre do trem de Gaisal deixou 290 mortos.

## Acidente

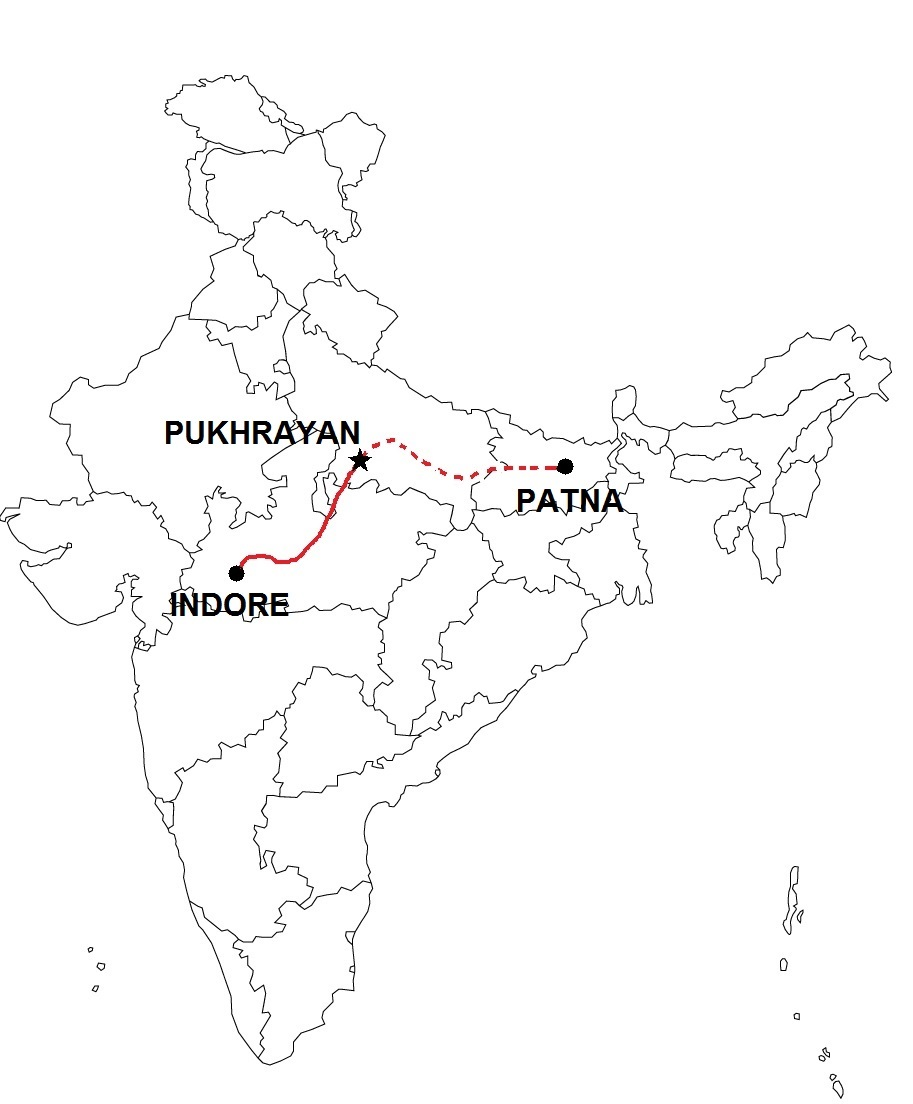
Percurso do expresso e local do acidente.

O Expresso 19321 Indore - Rajendra Nagar viaja duas vezes por semana entre a estação ferroviária Indore Junction e o terminal Rajendra Nagar em Patna. Aproximadamente às 03:10, hora local, do dia 20 de novembro, o trem descarrilou na cidade de Pukhrayan, perto da cidade de Kanpur. Quatorze vagões descarrilaram e os primeiros relatos apontaram pelo menos 120 mortos e mais de 260 feridos, com o número de mortos tendo aumentado posteriormente para 150 e feridos reduzidos a 150 pessoas. Embora a causa do descarrilamento ainda não seja clara, fontes nas ferrovias suspeitam que o acidente tenha sido causado por fratura ferroviária.

## Resgate
O resgate e operações foram realizadas pelo Exército indiano, a Força Nacional de Resposta a Desastres, equipes de médicos e polícia local. As unidades móveis médicas ferroviárias também estavam no local. Os números de linha de apoio para os afetados pelo descarrilamento foram emitidos pela Indian Railways.
O primeiro-ministro indiano Narendra Modi disse que estava "angustiado pelo total de vidas perdidas no descarrilamento do Expresso Indore-Patna" e acrescentou que seus "pensamentos estão com as famílias enlutadas", em um tweet. O ministro das estradas de ferro Suresh Prabhu escreveu no Twitter, "ação mais dura possível será tomada contra aqueles que possam ser responsáveis pelo acidente".

## Compensação
Enquanto a operação de resgate estava em andamento, a empresa Indian Railways, o primeiro-ministro Narendra Modi e os ministros-chefe dos estados de Madhya Pradesh, Uttar Pradesh e Bihar anunciaram compensação pelas vítimas do acidente. Em 1º de setembro de 2016, a Indian Railways havia lançado um regime de seguro opcional com um baixo prémio.

## Investigação
Poucas horas depois do incidente, o governo central ordenou uma investigação para saber a causa do acidente. Fontes primárias sugeriam fraturas em uma seção ferroviária que poderiam ter levado o trem a sair dos trilhos. Outras fontes especularam que o trem estava superlotado. Alguns sobreviventes alegaram que um dos vagões estava fazendo barulho e que suas rodas não estavam funcionando suavemente.